# Fußball-Verbandspokal 2018/19 (Frauen)
Über den Fußball-Verbandspokal 2018/19 wurden die Teilnehmer der 21 Landesverbände des DFB am DFB-Pokal der Frauen 2019/20 ermittelt. Die Sieger der Verbandspokale waren zur Teilnahme an der ersten Runde des DFB-Pokals berechtigt. Zweite Mannschaften dürfen nicht am DFB-Pokal teilnehmen. Sollte ein Aufsteiger in die 2. Bundesliga den Verbandspokal gewonnen haben, rückte der unterlegene Finalist nach.

## Endspielergebnisse
Die Tabelle gibt eine Übersicht über die Verbandspokal-Endspiele der Saison 2018/19. Die Mannschaft, die sich für den DFB-Pokal qualifiziert hatte, ist fett dargestellt. Die Abkürzungen hinter den Vereinsnamen stehen für die Spielklassenzuordnung der gleichen Saison: RL = Regionalliga; OL = Oberliga; VL = Verbandsliga; LL = Landesliga. Die folgende römische Zahl gibt die Ligenebene an. Bei der drittklassigen Regionalliga wird darauf verzichtet.
| Verbandspokal-Endspiele der Saison 2018/19 |                 |                                 |                     |                                  |
| Verband / Pokal                            | Ort             | 1. Finalist                     | Ergebnis            | 2. Finalist                      |
| Baden Sport-Lines Pokal der Frauen         | Bad Schönborn   | Karlsruher SC (OL / IV)         | 4:0                 | 1. FC Mühlhausen (LL / VI)       |
| Bayern BFV-Verbandspokal                   | Forstern        | FC Forstern (RL)                | 2:1                 | 1. FC Nürnberg (RL)              |
| Berlin 1 Polytan-Pokal                     | Berlin          | FC Viktoria Berlin (RL)         | 2:3                 | 1. FC Union Berlin (RL)          |
| Brandenburg Landespokal                    | Potsdam         | FSV Babelsberg 74 (LL / IV)     | 6:2                 | FSV Forst Borgsdorf (LL / IV)    |
| Bremen Lotto-Pokal                         | Bremen          | ATS Buntentor (VL / IV)         | 0:1                 | TuS Schwachhausen (RL)           |
| Hamburg ODDSET-Pokal der Frauen            | Hamburg         | FC Union Tornesch (OL / IV)     | 2:4                 | Hamburger SV (OL / IV)           |
| Hessen Hessenpokal                         | Erlensee        | Eintracht Frankfurt (RL)        | 3:2                 | TSV Jahn Calden (RL)             |
| Mecklenburg-Vorpommern Polytan Cup         | Waren (Müritz)  | 1. FC Neubrandenburg 04 (RL)    | 1:1 n. V. 3:4 i. E. | HSG Warnemünde (VL / IV)         |
| Mittelrhein FVM-Pokal                      | Düren           | Grün-Weiß Brauweiler (LL / V)   | 0:2                 | SC Fortuna Köln (RL)             |
| Niederrhein ARAG-Pokal                     | Mönchengladbach | 1. FC Mönchengladbach (VL / IV) | 5:1                 | SV Heißen (VL / IV)              |
| Niedersachsen AOK-Niedersachsenpokal       | Barsinghausen   | Osnabrücker SC (OL / IV)        | 1:6                 | Eintracht Braunschweig (OL / IV) |
| Rheinland 2 Rheinlandpokal                 | Baar            | SG 99 Andernach (RL)            | 3:1                 | SV Holzbach (RL)                 |
| Saarland Saarlandpokal                     | St. Ingbert     | SG Parr Medelsheim (VL / IV)    | 0:8                 | SV Göttelborn (VL / IV)          |
| Sachsen tipico-Sachsenpokal                | Flöha           | RB Leipzig (RL)                 | 3:2 n. V.           | FC Phoenix Leipzig (LL / IV)     |
| Sachsen-Anhalt Polytan FSA-Pokal           | Bernburg        | Rot-Schwarz Edlau (VL / IV)     | 1:4                 | Magdeburger FFC (RL)             |
| Schleswig-Holstein SHFV-Lotto-Pokal        | Lübeck          | SV Henstedt-Ulzburg (RL)        | 2:3                 | Holstein Kiel (RL)               |
| Südbaden SBFV-Pokal                        | Donaueschingen  | ESV Freiburg (VL / V)           | 0:8                 | Hegauer FV (RL)                  |
| Südwest Südwestpokal                       | Heltersberg     | TSV Schott Mainz (RL)           | 3:3 n. V. 2:4 i. E. | TuS Wörrstadt (RL)               |
| Thüringen Thüringenpokal                   | Merxleben       | 1. FFV Erfurt (RL)              | 0:1                 | FF USV Jena II (RL) Z            |
| Westfalen Westfalenpokal                   | Dortmund        | SpVg Berghofen (RL)             | 4:0                 | Sportfreunde Siegen (VL / IV)    |
| Württemberg wfv-Pokal                      | Schemmerhofen   | SV Alberweiler (RL)             | 1:1 n. V. 2:4 i. E. | SV Hegnach (OL / IV)             |